# تمدد الشفرين

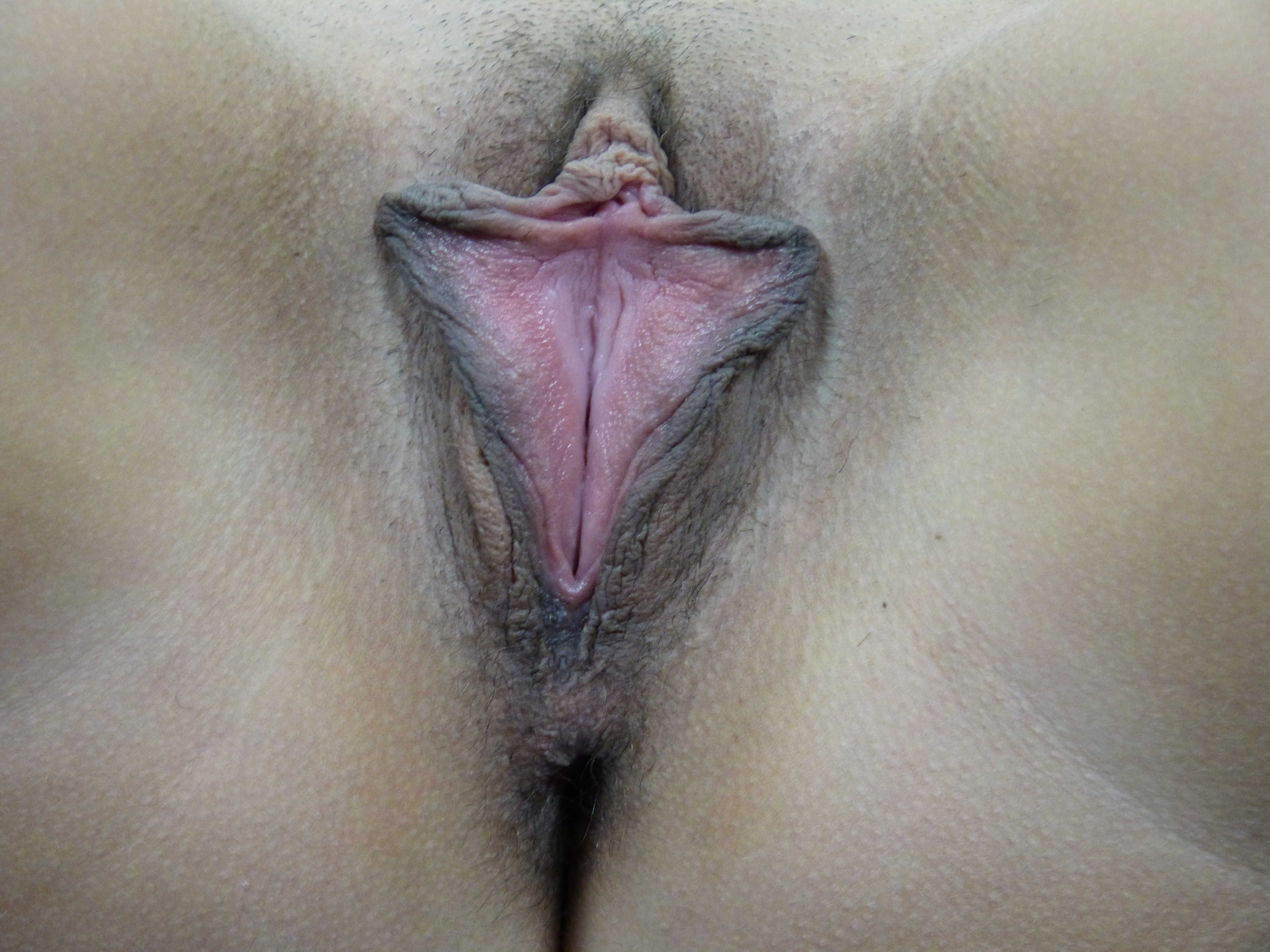

تمدد الشفرين ويشار إليه يضا بأسم استطالة الشفرين أو سحب الشفرين، هو عملية تطويل الشفرين الصغيرين (الشفتين الداخليتين للأعضاء التناسلية الأنثوية) من خلال التلاعب اليدوي (الشد) أو المعدات المادية (الأوزان). إنها ممارسة ثقافية عائلية في أجزاء من شرق وجنوب أفريقيا، وممارسة لتعديل الجسد في أماكن أخرى. يتم تنفيذه من أجل التعزيز الجنسي لكلا الشريكين وعلم الجمال والتناغم والإشباع.
يختلف الوزن والعضو بالكامل من حيث الحجم والشكل واللون من امرأة إلى أخرى. وهذه العملية تحدث محاواة لتغيير جزء من الجسد ليلائم الشكل المثالي، وغالبًا ما يتم ذلك من قبل النساء الأكبر سنًا للفتيات. وتضاهي هذه العملية تشويه الأعضاء التناسلية الانثوية (FGM)  وإساءة معاملة الأطفال.

## الفوائد والعيوب والقضايا الطبية
يُنظر إلي الأشفار المطولة علي إنها تسهل هزة الجماع عند الإناث، وتعتبر بمثابة تعزيز للمتعة الجنسية لكلا الشريكين. فالنساء اللواتي لديهن شفاه طويلة بشكل غير متساو قد يزيدان من حجم الأقصر لتحقيق التماثل، كما إنها تتورم إلي الداخل مما يعوق المدخل جزئيًا.
تمدد الشفرين لا يسبب الأمراض المنقولة الجنسية (بما في ذلك داء الإيدز المعروف بنقص المناعة البشرية) وعادة ما تحدث هذه العدوي في وقت لاحق من الحياة من خلال النشاط الجنسي. وقد أكد بعض الكُتاب انه هناك علاقة سببية بين تمدد الشفرين ومعدلات الإصابة.
وقد توصل رأي " أن هذا الألم في بداية الممارسة،  والمضايقات المتعلقة باستخدام الأعشاب الكاوية، والوصم في عدم الامتثال لهذه الممارسة هي المخاطر الصحية الرئيسة (LME). في نفس الوقت هناك دليل علي أن استطالة الأشفار قد تفيد الصحة الجنسية وصحة النساء".
وعكس تمدد الشفرين هو تقليل الشفرين أو عملية تجميل الأشفار، والتي يتم إجراؤها كإجراء جراحي للنساء اللواتي تتسب أعضاؤهن التناسلية إزعاجًا وألمًا أو لأسباب جمالية.

## الجدل والشرعية
علي الرغم من أن منظمة الصحة العالمية قد شملت في السابق تمدد الشفرين في سياق «التشويه» (انظر تشويه وتعديل الأعضاء الجنسية). فإن السياق السلبي لذلك لم يكن مدعومًا بالبحث الذي أجرته حاملة الماجستير Marian Koster  ودكتورة (Lisa Price)  بجامعة فاغينيغن بهولندا (Wegenigen). أدي هذا إلي قيام منظمة الصحة العالمية بجدول زمني لإصلاح معاملتها، ربما «كتعديل» في فبراير 2008.
إن ممارسة تمدد الشفرين لا يعتبر إنتهاك لحقوق المرأة، من حيث إنه لا ينطوي علي عنف جسدي، ما لم يتم تضليل المرأة فيما بتعلق بفوائد هذه الممارسة. ومع ذلك قد تكون مُخالفة للقانون العرفي الأفريقي وحقوق المرأة إذا كانت تتعارض مع السياسة عامة.
عادًة ما تبدأ الفتيات بتطويل شفاههن من سن 8 إلي 14 عامًا قبل الحيض. ويمارس الأطفال هذه الممارسة في الشتات الأفريقي أيضًا. لذا فإنه يحدث داخل المجتمعات المهاجرة في بريطانيا علي سيبل المثال، حيث وَصفهُ تقرير هيئة الإذاعة البريطانية (BBC) بأنه شكل مُخفي من إساءة معاملة الأطفال. وتخضع الفتيات إلي ضغوط عائلية واجتماعية لتوافق.

## السياق التاريخي
التسجيلات المبكرة أظهرت أن شعوب خوزان في جنوب أفريقيا هم أول من قاموا بممارسة تمدد الشفرين.حيث كان الشفرين الداخليين أطول بعدة سنتيمترات من الشفرين الصغيريين. عندما وصل الكابتن جايمس كوك (James Cook)  إلي كايب تاون (Cape Town)عام 1771. في نهاية رحلتة الأولي أعرب عن رغبتة الشديدة في تحديد المسألة العظيمة بين المؤخريين الطبيعيين سواء كان نساء هذا البلد لهن أو لم يكن لهن طرف لحمي أو مئزر فرجي أو كما تم تسميتها «بالجيوب الطاهرة». وفي النهاية وصف الطبيب علاج المرضي بشفرات تتراوح بين نصف بوصة إلي ثلاث أو أربع بوصات.
في شرق أفريقيا سَجلت مونيكا ويلسون (Monica Wilson) هذه العادة من خلال عملها الميداني مع شعب نياكيوسا (Nyakyusa) في ثلاثينات القرن العشرين. وفي جنوب أفريقيا عمل إسحاق شابيرا (Issac Schapera) مع شعب الناما (Nama People) وهم أكبر مجموعة بين الخُويخُوي (The Khoikhoi) في جنوب أفريقيا، وفي أوائل القرن العشرين عام 1930 قد قام بتوثيق تمدد الشفرين.